# Carlos Takam
Armand Carlos Netsing Takam, né le 6 décembre 1980 à Bamendjou, est un boxeur professionnel franco-camerounais.

## Parcours amateur
En 2003, Carlos Takam remporte les championnats d'Afrique de boxe amateur, organisés à Yaoundé, dans la catégorie +91 kg. La même année, à Abuja (Nigeria), il décroche une médaille de bronze aux Jeux africains.
En 2004, il participe aux Jeux d'Athènes et perd en 8e de finale face à l'égyptien Mohamed Aly (32-19).

## Parcours professionnel
Le 10 décembre 2005, il participe à son premier combat professionnel et bat Zinidine Benmakhouf aux points. Après 18 victoires, il enregistre sa première défaite professionnelle le 27 juin 2009 face à Gregory Tony.
Le 29 avril 2011, il remporte le titre de champion d'Afrique WBO des poids lourds en battant le nigérian Gbenga Oloukun puis, de la ceinture WBF internationale aux dépens du Sud africain François Botha. Il défend victorieusement cette ceinture en battant Michael Grant par KO technique au 8e round, le 24 mai 2013.
Le 18 janvier 2014, il combat au Canada contre Mike Perez et fait match nul après 10 rounds. Le 6 juin suivant, il s'empare de la ceinture WBC Silver contre Tony Thompson, ceinture qu'il perd le 24 octobre 2014 par KO au 10e round contre Alexander Povetkin.
Après 3 victoires consécutives, il est battu le 21 mai 2016 par le néo-zélandais Joseph Parker, invaincu en 18 combats, par décision unanime des juges. Le 29 janvier 2017 à Macao, il bat Marcin Rekowski par KO au 4e round, pour le titre Inter-Continental IBF.
Le 28 octobre 2017 face à Anthony Joshua, l'arbitre préfère arrêter le match au dixième round, donnant la victoire à Joshua. La performance et le courage de Carlos Takam, prévenu seulement douze jours avant le combat, sont cependant salués.
Le 28 juillet 2018, alors qu'il semblait devoir s'imposer aux points, Carlos Takam est lourdement mis KO au huitième round par l'Anglais Dereck Chisora, pour le titre international vacant des lourds devant plus de vingt mille spectateurs à l'O2 Arena de Londres.
En novembre 2021, la presse annonce qu'il combattra Tony Yoka le 15 janvier 2022 à Bercy. Le combat est finalement annulé en raison d'une blessure de Carlos Takam à l'entraînement. Il est alors remplacé par Martin Bakole. Le combat Takam-Yoka a finalement lieu le 11 mars 2023 et à 42 ans, Takam s'impose aux points sur décision des juges.

## Titres professionnels en boxe anglaise

### Titres mondiaux mineurs
- Champion poids lourds WBF (2013-2017)

### Titres régionaux/internationaux
- Champion poids lourds IBF Inter-Continental (2017-2018)
- Champion poids lourds WBC Silver (2014)
- Champion poids lourds WBF International (2012-2013)
- Champion poids lourds WBO Africa (2011-2015)

## Filmographie
- 2023 : Big George Foreman de George Tillman Jr. : Joe Frazier